# Lučka Kajfež Bogataj
Lučka Kajfež Bogataj [lúčka kájfež bogatáj], slovenska klimatologinja, * 28. junij 1957, Jesenice, Slovenija. 
Diplomirala je leta 1980 na Fakulteti za naravoslovje in tehnologijo v Ljubljani in doktorirala na Biotehniški fakulteti. Je redna profesorica na Biotehniški fakulteti, predstojnica Katedre za agrometeorologijo in članica Medvladnega foruma za podnebne spremembe (IPCC) v Ženevi.
V Sloveniji velja za eno izmed pionirk pri raziskovanju vpliva podnebnih sprememb, predvsem njihovega vpliva na rast in kmetijsko pridelavo. Problematiko aktivno predstavlja tudi s poljudnimi objavami.

## Priznanja
Leta 1988 je s soavtorjem prejela nagrado Sklada Borisa Kidriča za originalne prispevke k dinamičnemu modeliranju produkcijske organske mase v odvisnosti od okolja v lokaciji in širšem prostoru. Leta 2008 ji je takratni predsednik Slovenije Danilo Türk podelil red za zasluge »za odmevno znanstveno delo na področju proučevanja podnebnih sprememb ter njeno predanost varovanju okolja«.